# Хайнак

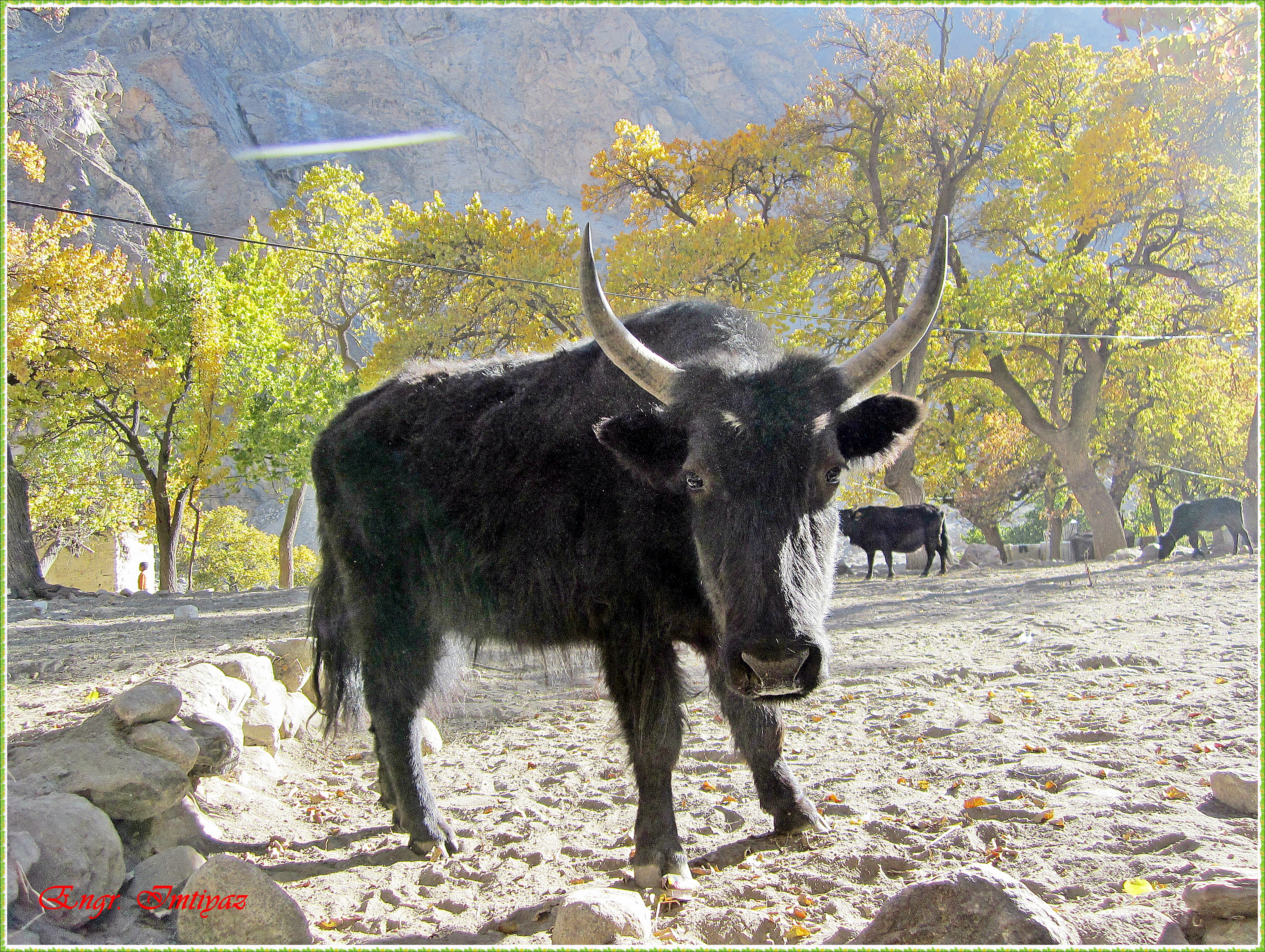
Бык хайнак

Хайнак, или дзо (монг. хайнаг) — жвачное млекопитающее, гибрид яка и домашнего быка. Встречается в Монголии, а также Киргизстане, Тибете, Бутане и Непале, где имеет название дзо. Используется в сельском хозяйстве. По жирности и качеству молоко коровы-хайнак превосходит молоко обычных коров. Самцы хайнака стерильны, а самки, которых называют ещё дзомо, фертильны и способны скрещиваться как с яком, так и с крупным рогатым скотом.

## Характеристика
Высота холки взрослого быка 126 см, длина головы и тела — 162 см, масса тела — около 470 кг.
Хайнаки имеют строение яка, при этом мех и голова больше похожи на крупный рогатый скот. Тело широкое и длинное, на плече есть небольшой горбик, а голова,обычно удлиненная и узкая, как у крупного рогатого скота. Мех очень густой, лохматый и пушистый, но обычно менее пушистый, чем мех яка. Цвет шерсти — глянцевый чёрный, черновато-серый или серый, с обычно большими белыми пятнами на лбу, спине, носу, губах или ногах. Розовая морда обычно указывает на то, что это гибрид. Основное различие между хайнаком и яком — это форма носа, которая длиннее у хайнака. Хайнаки крупнее своих родителей и весит примерно на 30-25 % больше, это касается домашних яков, но дикие яки крупнее и тяжелее. Хвост хайнака длинный и волосатый, как у яка, а юбка внизу тела меньше и часто отсутствует.
У хайнака более спокойный и расслабленный характер, чем у яка или крупного рогатого скота, настолько, что даже незнакомец может легко забрать стадо хайнаков с луга, не получая сопротивления, и в результате им требуется более строгая охрана.

## Использование
Корова хайнака производит молока примерно на 40-30 % больше, чем самка яка, и молоко богато жирами.

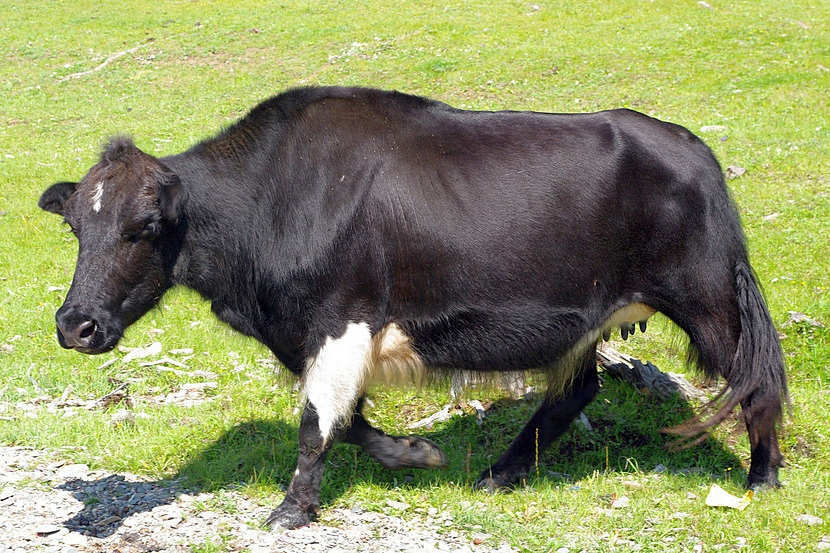
Корова хайнак

Используется человеком для различных вещей, подобных яку: мясо, молоко, стрижка шерсти и изготовление одежды из густого меха. Кроме того используется для вспашки. Его можно использовать как вьючное животное для перевозки тяжелых грузов в горных и труднодоступных местах обитания или на снежных полях.
Продолжительность жизни хайнака больше, чем у яков.
Как и при скрещивании домашнего скота с зубрами, гибридные самцы 1-го и 2-го поколения бесплодны, а самки плодовиты.
Было предпринято несколько попыток создать промежуточный вид путем комбинированных скрещиваний, сочетающих надои домашнего скота с устойчивостью яка к погодным условиям и его способностью как вьючного животного. Однако эти попытки до сих пор были в основном безуспешными и были прекращены.